# Anren
Der Kreis Anren (安仁县,  Ānrén Xiàn) ist ein Kreis der bezirksfreien Stadt Chenzhou im Südosten der chinesischen Provinz Hunan. Er hat eine Fläche von 1.461 Quadratkilometern und zählt 397.500 Einwohner (Stand: Ende 2018). Hauptort ist die Großgemeinde Chengguan 城关镇.

## Administrative Gliederung
Auf Gemeindeebene setzt sich der Kreis aus sechs Großgemeinden und fünfzehn Gemeinden zusammen. 